# Abierto internacional de ajedrez de Málaga
El Open Internacional Málaga de Ajedrez es un torneo de ajedrez que se celebra en la ciudad española de Málaga, valedero para normas de título internacional. Se disputa a 9 rondas por sistema suizo, bajo organización de la Delegación Malagueña de Ajedrez y patrocinio de la Excma. Diputación Provincial de Málaga.
Hasta el momento se han celebrado 11 ediciones desde el año 1998.

## VIII Edición 2005
Se disputó del 19 al 26 de febrero de 2005 en la localidad de Campillos, con una participación de 71 jugadores. El Maestro Internacional macedonio Aleksander Colovic (2404) se adjudicó el torneo tras finalizar con 6½ puntos y mejor desempate que el GM Carlos Matamoros (2522), el GM Luis Galego (2496), la GM Pia Cramling (2481), el GM Davor Komljenovic (2492) y el MI Ibragim Khamrakulov. El mejor malagueño fue Ricardo Rubio Doblas, 31º con 5 puntos.

## VII Edición 2004
Se disputó del 21 al 28 de febrero de 2004 en la localidad de Campillos, con una participación de 63 jugadores. El Maestro Internacional uzbeko Ibragim khamrakulov (2452) se adjudicó el torneo tras finalizar con 7 puntos, seguido a medio punto por el GM Roberto Cifuentes Parada (2505), el GM Oleg Korneev (2566), el MI Enrique Rodríguez Guerrero (2391)y el GM Salvador del Río (2504). El mejor malagueño fue el MI Ernesto Fernández Romero, 15º con 5½ puntos.

Página oficial del torneo

## VI Edición 2003
Se disputó del 21 al 27 de febrero de 2003 en el Salón de Exposiciones de Cajamar, con una participación de 157 jugadores. El Gran Maestro holandés Sergéi Tiviakov (2635) se adjudicó el torneo tras finalizar con 7½ puntos, seguido a medio punto por el MI Alexis Cabrera (2478), la GM Pia Cramling (2492), el GM Carlos Matamoros (2460), el MI Manuel Pérez Candelario (2404), el MI Ivan Cheparinov (2478), el GM Oleg Korneev (2613) y el MI Karsten Rasmussen (2396). El mejor malagueño fue el MF Fco. Javier Muñoz Moreno, 20º con 6 puntos.
Página oficial del torneo

## V Edición 2002
Se disputó del 22 de febrero al 2 de marzo de 2002 en el Salón de Exposiciones de Cajamar, con una participación de 117 jugadores. El Gran Maestro cubano Irisberto Herrera (2474) se adjudicó el torneo tras finalizar con 7½ puntos, seguido a medio punto por el MI Carlos Matamoros (2457), el MI Aimen Rizouk (2467), el MI Rui Damaso (2412), el GM Bogdan Lalic (2523) y el MI Ruslan Pogorelov (2460). El mejor malagueño fue el MF Pedro María Díez, 21º con 6 puntos.
Página oficial del torneo

## IV Edición 2001
Se disputó del 23 de febrero al 3 de marzo de 2001 en el Salón de Exposiciones de Cajamar, con una participación de 152 jugadores. El Gran Maestro cubano Reynaldo Vera (2562) se adjudicó el torneo tras finalizar con 7 puntos y mejor desempate que el GM Zenón Franco Ocampos (2487), el GM Roberto Cifuentes Parada (2496), el GM Mihai Suba (2532) y el MI Carlos Matamoros (2467). El mejor malagueño fue el MF Ernesto Fernández Romero, 17º con 6 puntos.
Página oficial del torneo

## III Edición 2000
Se disputó del 25 de febrero al 4 de marzo de 2000 en el Salón de Exposiciones de Cajamar, con una participación de 141 jugadores. El Gran Maestro ruso Eugeny Gleizerov (2508) se adjudicó el torneo tras finalizar con 7½ puntos, medio punto más que el GM Reynaldo Vera (2546), el GM Atanas Kolev (2548), el MI Fernando Braga (2449), El GM Eduardas Rozentalis (2553), el GM Viktor Moskalenko (2518) y la GM Pia Cramling (2493). El mejor malagueño fue el MF Pedro María Díez, 23º con 6 puntos.
Página oficial del torneo

## II Edición 1999
Se disputó del 3 al 12 de febrero de 1999 en el Centro Cívico de la Excma. Diputación Provincial de Málaga, con una participación de 79 jugadores. El Gran Maestro ruso Oleg Korneev (2600) se adjudicó el torneo tras finalizar con 7½ puntos, seguido a medio punto por el MI Juan Mellado (2460) y el GM Davor Komljenovic (2480). El mejor malagueño fue el MF Pedro María Díez, 15º con 6 puntos.
Página oficial del torneo

## I Edición 1998
Se disputó del 13 al 21 de febrero de 1998 en el Real Club Mediterráneo de Málaga, con una participación de 89 jugadores. El Gran Maestro ruso Oleg Korneev (2560) se adjudicó el torneo tras finalizar con 7½ puntos, seguido a medio punto por el GM Atanas Kolev (2540) y el GM Bojan Kurajica (2580). El mejor malagueño fue Daniel Paz Ladrón de Guevara, 11º con 6 puntos.
Página oficial del torneo